# Feminização

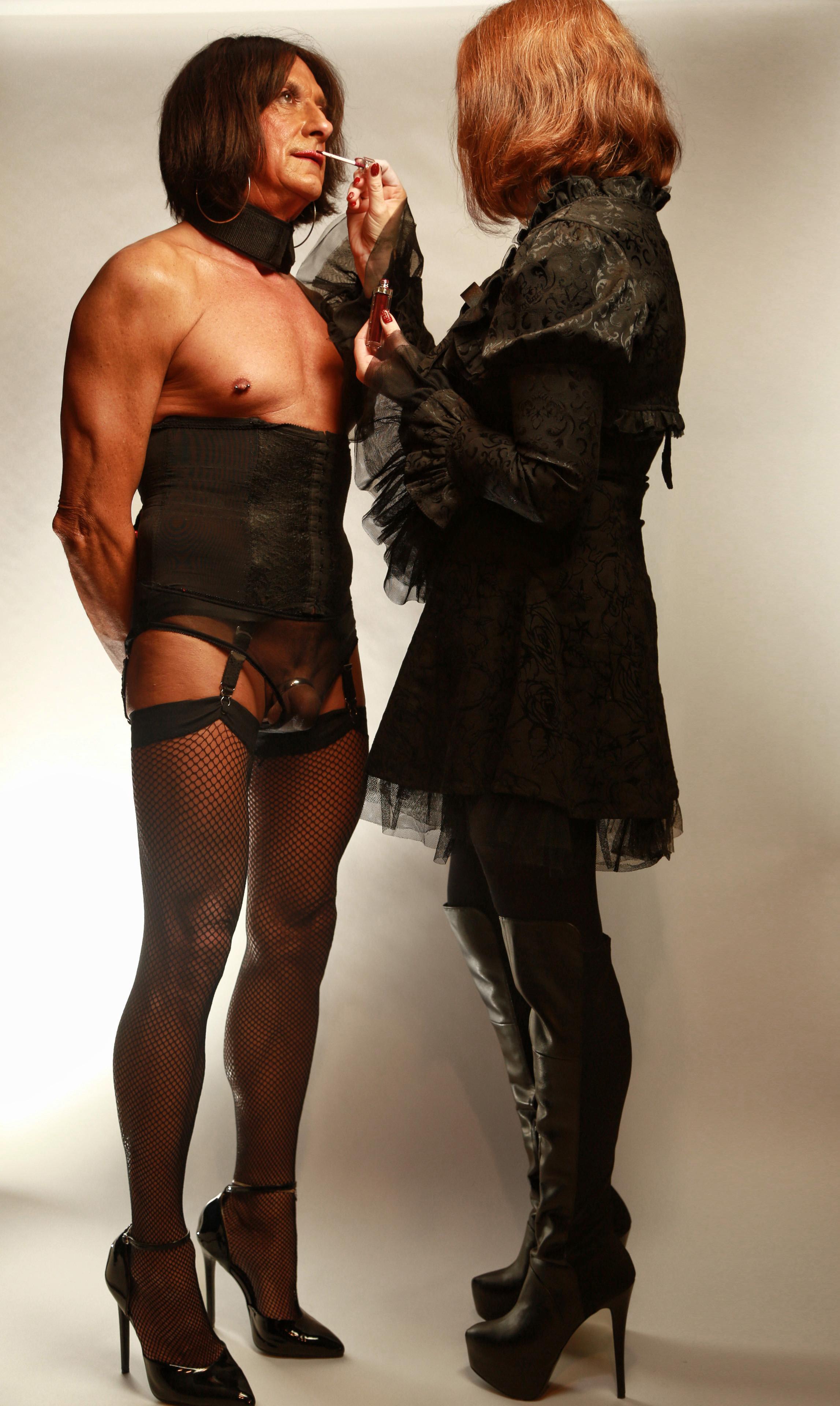
Mulher maquiando o rosto de um submisso durante a feminização

Feminização, também chamada de feminização forçada ou forced fem, refere-se à prática de vestir um parceiro submisso de mulher e/ou fazer com que ele se comporte de maneira feminina. O submisso do sexo masculino que pratica feminização é comumente chamado de "sissy". A feminização forçada é geralmente utilizada como uma forma erótica de degradação de um homem. Nesse fetiche consensual, os homens são "forçados" a terem feminilidade como uma forma de punição ou humilhação.

## Vestimenta e comportamento
A feminização é geralmente alcançada através do travestismo, onde os submissos do sexo masculino são geralmente "forçados" a vestir roupas tipicamente associadas a mulheres, como calcinha, meia-calça, vestido ou salto-alto. Além das roupas e calçados, outros acessórios como perucas, brincos, maquiagem e esmalte também são utilizados.
Os submissos praticantes de feminização também costumam adotar comportamentos que são mais associados ao sexo feminino, portanto, sentar, andar e falar de maneira mais feminina são algumas das atividades que podem ocorrer no processo de feminização.

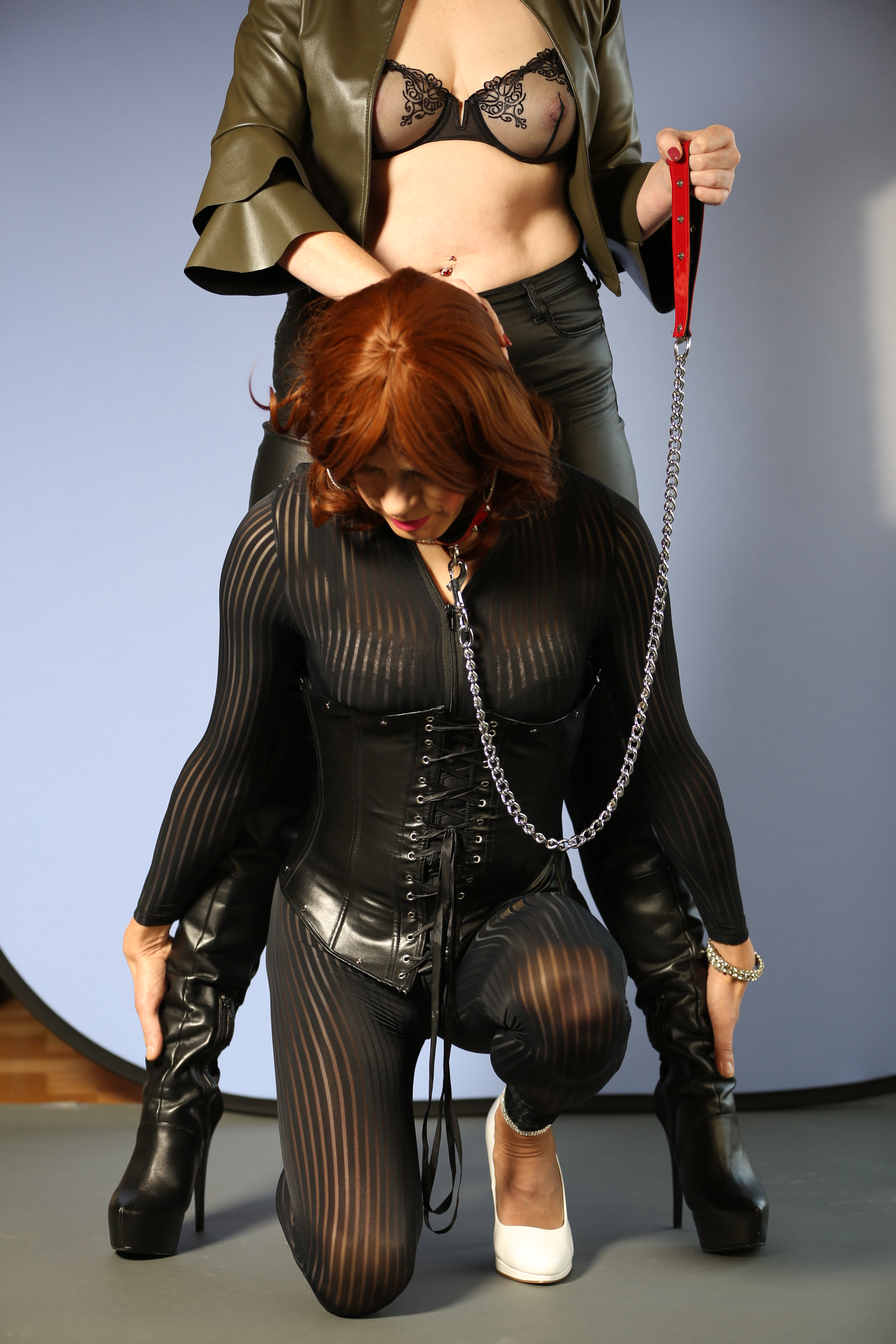
Homem feminizado preso na coleira por uma dominadora

A feminização também pode envolver a conversão de um nome masculino em um nome feminino, como "Rafael" em "Rafaela" ou "Gabriel" em "Gabrielle", como parte da construção de uma personalidade feminina do submisso. O homem feminizado também pode ser insultado e degradado com termos depreciativos geralmente aplicados às mulheres, como "vadia" ou "puta".

### Sissy training
Sissy training é um termo comum dentro do fetiche de feminização que envolve o ato da dominadora ensinar o submisso a adotar comportamentos femininos. O submisso geralmente é humilhado e o treinamento pode envolver desde atos não sexuais como fazer maquiagem e depilar as pernas, até outros atos como receber penetração anal.
Sissy maid training ou Sissificação é um termo geralmente aplicado ao se referir especificamente ao treinamento de empregada doméstica do submisso feminizado. Nesse caso, o submisso geralmente veste um uniforme de empregada e recebe ordens para executar uma série de tarefas, que podem variar desde tarefas domésticas comuns a atos sexuais.

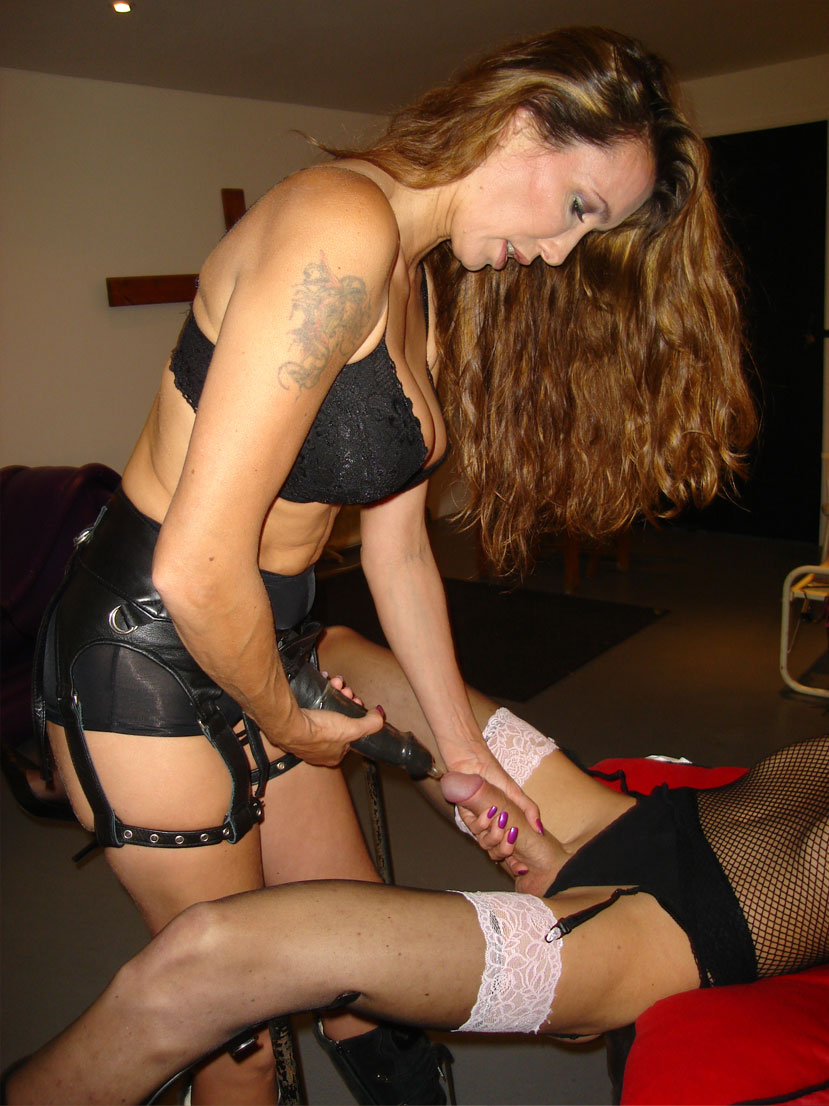
Mulher utilizando uma cinta peniana para introduzir um objeto na uretra (ver urethral play) de um submisso travestido.

## Feminização em outros fetiches
O fetiche de feminização é normalmente associado à práticas de humilhação erótica e também pode ser envolvido com outras práticas sexuais de dominação ou sadomasoquismo, como o spanking e o cock and ball torture. A encenação sexual pode ser utilizada como fantasia para que o submisso assuma algum papel através das vestimentas, como o de uma secretária, empregada, estudante ou princesa.
Na feminização pode haver a penetração anal no homem travestido. Essa penetração pode ser realizada por uma mulher utilizando cinta peniana (prática conhecida como pegging) ou pode ser realizada por outro homem. Também podem ser usados butt plugs e outros brinquedos sexuais para a penetração anal.
Uma outra prática comum vista na feminização é a negação do orgasmo, onde há o uso frequente de cintos de castidade.